# Khởi động lại
Trong điện toán, khởi động lại là quá trình mà một hệ thống máy tính đang chạy được khởi động lại, hoặc là cố ý hoặc vô ý. Khởi động lại có thể là cứng khi nguồn cấp cho máy tính bị tắt đi và bật lại, làm cho quá trình khởi động ban đầu được thực hiện, hoặc mềm khi máy tính khởi động lại mà không cần tắt nguồn. Khái niệm restart được dùng để chỉ một quá trình khởi động lại khi hệ điều hành đóng tất cả các chương trình đang mở và kết thúc tất cả các quá trình vào/ra trước khi thực hiện một quy trình khởi động mềm.